# NGC 6143
NGC 6143 est une vaste galaxie spirale intermédiaire naine située dans la constellation du Dragon. Sa vitesse par rapport au fond diffus cosmologique est de 5 318 ± 6 km/s, ce qui correspond à une distance de Hubble de 78,4 ± 5,5 Mpc (∼256 millions d'al). NGC 6143 a été découverte par l'astronome germano-britannique William Herschel en 1789.
La classe de luminosité de NGC 6143 est II-III et elle présente une large raie HI. De plus, c'est une galaxie du champ, c'est-à-dire qu'elle n'appartient pas à un amas ou un groupe et qu'elle est donc gravitationnellement isolée.
À ce jour, une mesure non basée sur le décalage vers le rouge (redshift) donne une distance d'environ 174,000 Mpc (∼568 millions d'al). Cette valeur est très loin à l'extérieur des valeurs de la distance de Hubble.

## Supernova
La supernova SN 2003iy a été découverte dans NGC 6143 le 20 octobre 2003 à Yamagata au Japon par l'astronome japonais Koichi Itagaki. Cette supernova était de type II.